# Андре Проново
Андре Жозеф Арман Проново (фр. André Joseph Armand Pronovost; нар. 9 липня 1936, Шавініган) — канадський хокеїст, що грав на позиції крайнього нападника.
Чотири рази ставав володарем Кубка Стенлі.

## Ігрова кар'єра
Професійну хокейну кар'єру розпочав 1955 року.
Протягом професійної клубної ігрової кар'єри, що тривала 18 років, захищав кольори команд «Монреаль Канадієнс», «Бостон Брюїнс», «Детройт Ред-Вінгс» та «Міннесота Норт-Старс».
Усього провів 556 матчів у НХЛ, включаючи 70 матчів плей-оф Кубка Стенлі.
Чотири рази у 1956-57, 1957–1958, 1958-59 та 1959-60 роках ставав володарем Кубка Стенлі граючи за команду «Монреаль Канадієнс».

## Цікаві факти
Є дідусем гравця «Калгарі Флеймс» Ентоні Манта.
Рідні брати Жан, Марсель та Клод також хокеїсти.